# 阿里·曼蘇爾
阿里·曼蘇爾（波斯語：علی منصور、英語：Ali Mansur；1895年－1964年12月8日）又稱曼蘇爾·穆爾克，是一位伊朗總理。
曼蘇爾出生於德黑蘭，先後出任過呼羅珊省及阿塞拜疆省總督、駐意大利、聖座、土耳其大使，兩度出任總理，六度出任內閣部長。
他的政策被視為高度親英。
他的兒子哈桑-阿里·曼蘇爾（Hassan-Ali Mansur）在1960年代曾短暫出任總理。